# Devorador de números

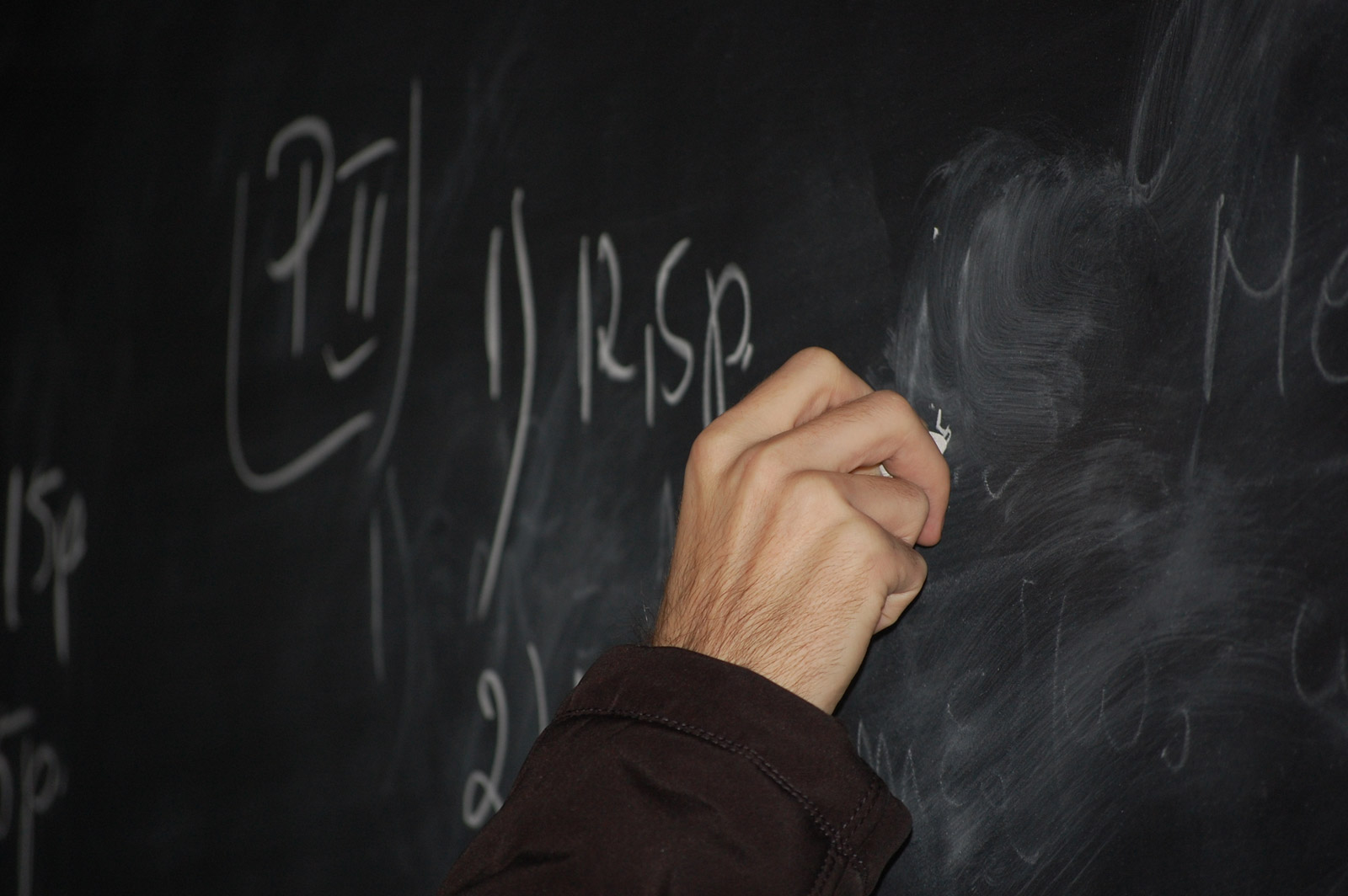
"devorando números".

Devorador de números (del inglés: Number Cruncher) solía ser un término de jerga inglesa (slang) que se usaba para describir a un contador o a un trabajador financiero dentro de una organización o empresa.
Más recientemente, number crunching se ha convertido en un término usado en informática para referirse a cualquier operación de cálculo que requiere procesar un gran número de operaciones aritméticas (suma, resta, multiplicación o división), a diferencia de, por ejemplo, las operaciones lógicas, o de lectura o escritura de la memoria, o el acceso a unidades de disco u operaciones de red.
Por extensión, un devorador de números es un equipo que se dedica a ese tipo de procesamiento, o es una CPU que está diseñada especialmente para ser buena en las operaciones aritméticas, normalmente a costa de ser peor en otras cosas.
A pesar de que el uso del término es raro, number cruncher se utiliza ocasionalmente para referirse a una pieza de software necesaria para realizar el procesamiento de números en cantidades anormalmente grandes (procesamiento numérico en masa).
La mayoría de superordenadores están diseñados antes que nada, para ser eficientes "devoradores de números". Los computadores pequeños integrados, a menudo son malos devoradores de números. Los computadores de escritorio se encuentran en un nivel intermedio.
A veces, se utiliza el término "procesamiento numérico" en un sentido más genérico para referirse a estas actividades en un proceso que requiere cálculo y análisis de grandes cantidades de datos, por ejemplo en pronósticos o la realización de análisis.